# Revista de Menorca
La Revista de Menorca és una publicació de temàtica cultural fundada el 1888 a Maó per un grup d'intel·lectuals menorquins sorgits de El Liberal entre els quals destaquen Joan Seguí Rodríguez i Pere Riudavets. Durant més d'un segle d'existència ha passat per dificultats econòmiques i per etapes en què no ha sortit a la llum que ha portat que tingués una tirada i una periodicitat de publicació diferent segons la situació. Des del 2001, Revista de Menorca es publica conjuntament entre l'Ateneu de Maó i l'Institut Menorquí d'Estudis. Aquesta revista és un dels nuclis més importants per a la cultura de Menorca. De vessant cultural, humanística, literària i científica va reunir algunes de les firmes illenques més rellevants en els diferents àmbits de la realitat menorquina. La direcció de Francesc Hernández Sanz al tombant del segle xix va marcar l'apogeu de la Revista de Menorca i la va convertir en el referent per a qualsevol estudi que es vulgui fer sobre l'Illa per l'alt valor acadèmic.

## Història
La Revista de Menorca té l'inici com suplement cultural del diari El Liberal l'any 1883 amb el nom de Los Lunes seguint el model dels famosos Lunes literaris del periòdic madrileny, El Imparcial. Aquest suplement omplia les pàgines amb col·laboracions que tractaven temes sovint genèrics, sense una concreció geogràfica i, en absolut, referides a Menorca. Tot i trencar amb el panorama anterior donant informacions culturals, no atenia a les especificitats illenques. La Revista de Menorca es decantarà per la literatura, la història, les arts, i tots els temes d'interès intel·lectual menorquí. El Liberal explicava als lectors que veieren el primer número de Los Lunes el gener de 1883 el següent: «Deseando corresponder al favor, cada día creciente, que nos dispensa el público, hemos resuelto crear en el número de Los Lunes de El Liberal una sección de política, literatura, ciencia y artes […] Esperamos que nuestros suscritores [sic] verán con gusto esta innovación que empieza con nuestro número de hoy». No només suposa el reflex de la tasca periodística i la seva part ideologicapolítica sinó que sorgeix amb la funció de culturitzar a la massa.

## Primera etapa (1888-1890)
Durant la tercera dominació britànica, Menorca va seguir usant la seva llengua, el català, mentre a la resta de la Corona d'Aragó amb la victòria de Felip V d'Espanya es veia reprimida pels Decrets de Nova Planta. Ara bé, quan el 1802 es firma el Tractat d'Amiens entre Gran Bretanya i França es va acordar que l'Illa seria retornada a Espanya i el capital general a Menorca ordena que en aquell moment les escoles només ensenyin en castellà. Els intel·lectuals dels anys vuitanta havien crescut sota la prohibició de la llengua pròpia i eren conscients que la Revista de Menorca no podria sortir en un idioma que no fos el castellà però volien projectar la cultura sobre l'Illa recuperant el coneixement de la pròpia identitat històrica. La figura representativa d'aquesta etapa és el seu director, Joan Seguí Rodríguez a qui se li atribueix el naixement de la publicació. Això no obstant, és una iniciativa que duen a terme tot un grup de El Liberal que veuen necessari aquest tipus de publicació per Menorca. Seguí, en l'article "A qué venimos" en el primer número de la publicació, exposa el seu lema “pàtria i ciència” com a expressió de l'amor per la terra pròpia i l'afany de coneixement de forma i defensar els valors intel·lectuals en l'entorn propi. Malgrat la repressió lingüística, que obliga a la publicació a fer escrits en la llengua castellana, l'esperit regionalista menorquí hi era latent, no es buscava una forma uniformitzar culturalment la societat amb el castellà, ja que res del que els col·laboradors hi publicaran enforteixen la castellanització, ans al contrari. Com a capçalera deslligada de El Liberal, s'hi treballaren 29 quaderns en quart amb 480 pàgines que avui es troba relligat, amb 204 entrades de 21 autors. La mort de Joan Seguí marcarà el final d'aquesta etapa i un buit de sis anys que deixa la publicació arran fins a reprendre's de nou.

## Segona Etapa (1896-1897)
Aquesta època compta amb col·laboracions de la generació en la qual formaren part personalitats com Francesc Camps i Mercadal, Àngel Ruiz i Pablo o Cosme Parpal i Marquès. Gabriel Llabrés Quintana es fa amb la direcció durant aquesta segona etapa de tan sols un any en la qual la Revista arriba a l'altre gran nucli de l'illa la ciutat de ponent. És un temps sense canvis i amb un director que té la intenció de fer de la revista un lloc de reunió. “Por medio de nuestra Revista, acaso consigamos estrechar los vínculos de amistad y compañerismo de la colmena intelectual menorquina, facilitándole un campo neutral donde puedan darse a conocer sus trabajos literarios, científicos y artísticos sin necesidad de salir de la tierra, ni d'implorar refugio en los periódicos políticos o en publicaciones extrañas”. És aquest any quan s'estrena el que serà el director més important, Hernández Sanz que publica el seu primer article Notas arqueológicas: monumentos megalíticos de Sa Cudia Cremada, Talatí de Dalt, Torelló, Torrelissa Vell i So na Caçana.

## Tercera (1898-1899) i Quarta Etapa (1902)
En la tercera etapa (1898-1899) i la quarta etapa (1902), Llabrés marxa de la Revista, ja que és traslladat a l'institut de Càceres i va és Francesc Hernández Sanz qui agafa el seu relleu al capdavant durant les tres etapes posteriors. Els diferents directors i col·laboradors que han passat per la Revista de Menorca, a pesar de les diferències entre les generacions, han sabut mantenir viu l'ideari de “pàtria i ciència” de Seguí amb la mateixa passió per l'illa, la seva identitat i el manteniment de la seva riquesa cultural tot i les dificultats econòmiques per les quals passen.

## Quinta Etapa (1906-1934)
Després de 4 anys sense sortir a la llum, la Revista de Menorca passa pels seus anys de major apogeu i de més estabilitat encara que les dificultats econòmiques continuaven i la Guerra Civil trencà amb tot. Hernández Sanz, a part de director propietari de la publicació, va enriquir la revista amb molts articles i treballs de recerca pròpia pel que hi estava fortament lligat. Això no obstant, aquest període gaudeix de tanta brillantor pel traspàs de la titularitat legal de la capçalera a l'Ateneu de Maó que, més endavant, va permetre que pogués publicar més números i no ser abandonada davant les dificultats de la dictadura franquista. Aquest acord consta de 5 parts en les quals es determina que la cessió s'ha fet lliurement i espontàniament; que l'entitat receptora prenia la capçalera per fer-la l'òrgan oficial de l'Ateneu com a propietària exclusiva però mantenint la seva essència; no es podia modificar el no i Hernández Sanz era assignat director; l'administració ara era responsabilitat de la nova propietat; i el consell de redacció passava a ser mixt, entre membres directius de l'Ateneu i el director per decidir els continguts. L'acord es va portar a terme entre quatre directius de l'entitat científica, literària i artística, l'Ateneu de Maó: Jaume Pomar, Lluc Carreras, Pere Bellester i Lorenzo Lafuente, amb el director d'aquella època, Francesc Hernández –ell va ser un dels fundadors de l'Ateneu- i un altre personatge a destacar va ser l'apotecari Jaume Ferrer Aledo, ja que va ser un dels precursors del pacte de la cessió. Això comporta una obertura a la temàtica dels continguts incloent: història i literatura, economia, ressenya bibliogràfica, biografia, sociologia, dret i legislació, educació, costumisme, folklore i un llarg etcètera, deixant espai a moltes firmes del moment. Una publicació d'aquest caire permetia a la intel·lectualitat local un major desenvolupament per “l'efecte cultural –i també social- de la tasca editora de la Revista de Menorca sembla prou evident: la contribució a la represa de la menorquinitat. Dit d'una altra manera: la reconstrucció d'un país (...) mitjançant la història convertida en mirall d'autoconeixement col·lectiu”.
L'Ateneu era símbol de garantia i perdurabilitat de la publicació periòdica cultural pel que també implicava l'alliberament de les preocupacions de la curta tirada i els entrebancs financers constants. Sempre amb la fiabilitat que “l'orientació de la Revista es mantindrà inalterable seguint sent apolítica i aconfessional, dedicada a l'estudi de les ciències, les arts, les lletres i el pensament de la societat menorquina de qualsevol època”.
És el moment de riquesa de contingut amb els treballs científics de Jaume Ferrer, les observacions meteorològiques de Maurici Hernández Ponsetí, els articles d'especialitat mèdica com els de l'oftalmòleg Llorenç Pons Mesquida. A més, reuneix algunes firmes importants com el notari Flaquer Fàbregues, Lorenzo Lafuente Vantell, l'almirall Josep Riera Alemany, la professora britànica Margaret Murray, els joves intel·lectuals Joan Hernández Mora o Josep Maria Ruiz Manent.

## Sexta Etapa (1943-1955)
Després de la Guerra Civil i en ple franquisme, la Revista reapareix sota la direcció tècnica de Joan Gutiérrez Pons. “Después de un prolongado y obligado silencio aparece nuevamente en el estadio la Revista de Menorca. Su propósito es alcanzar la importancia y relieve que, no ha muchos años, consiguió gracias al asiduo esfuerzo y la colaboración de algunos hombres estudiosos que con sus producciones históricas, literarias y científicas lograron colocar muy alto el nombre del Ateneo y también el de Menorca. Al continuar su publicación, siempre de acuerdo con las actuales normas y de la nueva cultura que se ha logrado implantar gracias a la espada de nuestro invicto Caudillo Jefe del Estado y Generalísimo de los Ejércitos de Tierra, Mar y Aire, hemos de declarar que nos guía el interés de dar a luz a cuanto pueda contribuir a proporcionar un conocimiento completo de Menorca.” És la primera declaració clara d'adhesió política i ideològica en la història de la revista forçada per les circumstàncies polítiques i amb un contingut cultural al poder del règim.
Una etapa que va tancar amb tretze volums i 475 entrades entre treball de cerca, estudis diversos, articles i altres per les penúries econòmiques que s'estaven vivint a l'illa a causa de la dictadura.

## Setena Etapa (1961-1989)
La clausura va durar sis anys fins que el metge Joan Victory de Febrer, que presidia la directiva de l'Ateneu, va decidir recuperar la publicació començant la setena època.
Fins al 1989 van editar un feix de vint-i-vuit volums amb 555 entrades sota la direcció encara de Joan Gutiérrez com a redactor en cap que comptava amb l'ajut del secretari de redacció, Miquel Barber Barceló. En la salutació editorial de l'any 1961, destacaven que el seu objectiu era que la Revista mantingués el prestigi acaparat durant 70 anys d'existència i agraint a les persones que sempre han demostrat “un amor desinteressat per ella” i que han treball sense descans perquè la publicació arribés a ser una realitat.
El treball que Hernández Sanz havia escrit per la Revista de Menorca i el prestigi que havia aconseguit era tal que el 10 de març de 1964 va ser declarat director honorífic com a record pòstum.

## Vuitena Etapa (1989-2000)
El mercat i la premsa estaven canviant pel que la Revista va necessitar unes millores de forma i de tractament dels continguts. Havien d'augmentar les vendes que fins aleshores no superaven una tirada de 300 exemplars per número editat.
La compaginació va canviar i aparegué el color a les portades i un sumari en elles amb els continguts dels treballs publicats. A més, es va renovar tota la mecànica de la presentació i el tractaments dels originals fent deu toms de dinou volums amb anualitats de volums trimestrals, semestrals i anuals. Tot aquest canvi morfològic el va portar a terme l'arqueòleg i historiador Joan C. Nicolas Mascaró. Alhora es va acordar la coedició de la revista amb un altre òrgan important a l'illa, l'Institut Menorquí d'Estudis (IME) amb el qual s'havia subscrit l'Ateneu per així gestionar-la conjuntament i mantenir “l'obertura a tots els àmbits d'investigació de la vida menorquina, des d'una concepció ampla de cultura, seguirà essent un dels distintius determinants de la revista. (…) Un canvi en el disseny intern de la revista i un new look formal de presentació. L'objectiu és oferir un producte de qualitat pel seu contingut i atractiu a la moderna sensibilitat estètica. L'Ateneu de Maó i l'IME assumeixen el compromís de posar tots els mitjans necessaris perquè la intencionalitat expressada es vagi fent realitat”. “La nova estructuració oferia un primer bloc de continguts amb els clàssics treballs de recerca i investigació especialitzada sobre matèries menorquines, i un altre de ressenya cultura, on es formalitza una secció de cultura tractada amb perspectiva informativa, en el sentit periodístic més convencional. Ja en els toms de la setena època (1961), aquesta mena de continguts ja havien començat a encabir-se en la paginació general”, explica Miquel Àngel Limón a Revista de Menorca: La pervivencia centenària d'una publicació cultural d'estudis locals.

## Novena Etapa (des del 2001)
La novena etapa que perdura fins a l'actualitat no va ser propiciada per una suspensió de la publicació sinó per l'abandonament de la direcció per part de Nicolas Mascaró per motius personals que va posar a Josefina Salord i Miquel Àngel Limón al capdavant, ambdós membres de l'Ateneu i de l'IME. Els canvis de la vuitena època van durar poc, ja que Betty Sintes fou l'encarregada de redissenyar l'estètica de la revista i de reestructurar-la. Desapareixen les portades en color, es fixa una periodicitat semestral i la pàgina es va ordenar en tres seccions: Recerca, amb articles i treballs més científics dirigits sempre al gran públic; Assaig, amb la intenció de crear un espai de debat per connectar amb els temes d'actualitat des de visions més crítiques i personals; i Ressenya que dona lloc als resums de llibres i activitats conjuntament amb discursos, orals o escrits, amb motiu d'actes culturals rellevants. L'any 2009 disposava d'una col·lecció de 89 toms i unes 28.700 pàgines que han augmentat en aquests darrers anys. “Com va agradar de dir a Josep Pla, es tracta d'una publicació gloriosa, nucli cultural bàsic de l'illa de Menorca, i la magna obra de la qual ja resulta imprescindible —aquí i fora d'aquí— en totes les investigacions que hom hagi de portar a terme, ara o demà.”

## Política interna
El títol de la capçalera ja va ser escollir amb el propòsit de reflectir la seva intenció de publicació no diària enmig del fenomen batejat com a la comunicació social de masses. Els seus creadors van voler donar a Menorca una publicació de referència fins al moment inexistent centrada en matèries molt específiques com la cultura, les ciències i les lletres però pensada per a un públic general, per la totalitat de l'Illa i no únicament com a font d'informació per a experts.
La intenció no és crear una publicació informativa difonent els darrers esdeveniments, llibres o actes culturals sinó que sorgeix per educar a la massa, per atorgar-li una visió crítica a través de la recerca acadèmica. En resum, Miquel Àngel Limón la defineix en un únic gènere possible: “El treball de càtedra propi de publicacions periòdiques especialitzades en les matèries que abracen els estudis locals a l'illa de Menorca (...). La vocació dels textos és complir un principi de comunicació de masses: la difusió i la divulgació del saber cultural sobre el gran públic”.

## Directors
1a etapa (1888-1890): Joan Seguí Rodríguez.
2a etapa (1896-1897): Gabriel Llabrés Quintana.
3a etapa (1898-1899): Francesc Hernández Sanz.
4a etapa (1902): Francesc Hernández Sanz.
5a etapa (1906-1934): Francesc Hernández Sanz.
6a etapa (1943-1955): Joan Gutiérrez Pons (direcció tècnica).
7a etapa (1961-1989): Joan Gutiérrez (director en qualitat de redactor en cap).
8a etapa (1989-2000): J. C. Nicolás Mascaró.
1999-2000: Miquel A. Limón Pons (IME) i Josefina Salord (Ateneu).
9a etapa (2001-actualitat): 
2001-2002: Miquel A. Limón Pons (IME) i Josefina Salord (Ateneu).
2003-2006: Juan Hernández Andreu (Ateneu) i Josefina Salord (IME).
2007-actualitat: José A. Fayas Janer (Ateneu) i Josefina Salord (IME).
| Precedent           | Sumplement Los Lunes del diari El Liberal |
| Fundació            | 1888 per Joan Seguí i Pere Riudavets |
| Final               | En publicació |
| Periodicitat        | No diària. Segons l'època: mensual, trimestral, semestral o anual |
| Temàtica            | Cultural no informativa incloent humanística, científica i artística |
| Directors           | 1a etapa (1888-1890): Joan Seguí Rodríguez 2a etapa (1896-1897): Gabriel Llabrés Quintana 3a etapa (1898-1899): Francesc Hernández Sanz 4a etapa (1902): Francesc Hernández Sanz 5a etapa (1906-1934): Francesc Hernández Sanz 6a etapa (1943-1955): Joan Gutiérrez Pons (direcció tècnica) 7a etapa (1961-1989): Joan Gutiérrez (director com a redactor en cap) 8a etapa (1989-2000): J. C. Nicolás Mascaró 9a etapa (2001-actualitat): Josefina Salord |
| Etapes de suspensió | 1902-1906: dificultats per mantenir la Revista 1934-1943: guerra civil i dictadura. 1955-1961: penúries econòmiques. |